# 阿斯勒古丽·阿不都热合曼诺娃
阿斯勒古丽·阿不都热合曼诺娃（1953年—），吉尔吉斯斯坦政治家。

## 生平
阿斯勒古丽·阿不都热合曼诺娃出生在伊塞克湖区博斯铁利村。她于1974年从普泽瓦尔斯克教育学院毕业后，成为Chon Urukty村的中学教师，直到1978年。1978年开始在共青团工作，这标志着她政治生涯的开始。从1979年到1987年，她在吉尔吉斯共产党地区党支部担任过各种职务。从1987年到1996年，她在奥什和卡拉科尔市政府担任各种行政职务；她还曾担任过卡拉科尔市市长。1996年，她被任命为劳动和社会保护部长，直到1998年她才被伊曼卡德尔·雷萨利耶夫（Imankadyr Rysaliev）取代。